# Sturno
Sturno is een gemeente in de Italiaanse provincie Avellino (regio Campanië) en telt 3238 inwoners (31-12-2004). De oppervlakte bedraagt 16,7 km², de bevolkingsdichtheid is 204 inwoners per km².

## Demografie
Sturno telt ongeveer 1201 huishoudens. Het aantal inwoners daalde in de periode 1991-2001 met 4,5% volgens cijfers uit de tienjaarlijkse volkstellingen van ISTAT.
| Jaar | Inwoneraantal |
| ---- | ------------- |
| 1991 | 3413          |
| 2001 | 3261          |

## Geografie
De gemeente ligt op ongeveer 660 meter boven zeeniveau.
Sturno grenst aan de volgende gemeenten: Frigento, Gesualdo, Grottaminarda.